# فرانچسکا دالاپه
فرانچسکا دالاپه (انگلیسی: Francesca Dallapé؛ زادهٔ ۲۴ ژوئن ۱۹۸۶) ورزشکار شیرجه اهل ایتالیا است.
وی در مسابقات کشوری و بین‌المللی در مجموع برندهٔ ۸ مدال طلا، ۳ مدال نقره شده‌است.